# ジュリアス・スヴェンセン
ジュリアス・スヴェンセン（Julius Svendsen、1919年 - 1971年8月）はアメリカ合衆国のイラストレーター、アニメーター、漫画家。

## 経歴
1919年、ノルウェー海軍の佐官フレドリク・F・スヴェンセン（Fredrik F. Svendsen）とマリー・スヴェンセン（Mary Svendsen）の間の一人っ子としてノルウェー、クリスチャンサンに生まれる。1923年にフレドリクは家族を連れてニューヨーク・ブルックリンに移住。ジュリアスは若い頃から卓越した学業成績と絵の才能を示し、高校卒業後はイラストレーター協会の全額学費負担によりプラット・インスティテュートに進学した。1940年に当時のウォルト・ディズニー・プロダクションに入社するが、第二次世界大戦のため1941年から1945年にはスタジオを離れアメリカ陸軍通信軍団に所属、カナダのアルバータ州北部に駐在した。
終戦後ディズニーに復帰、初期の仕事としてはウォード・キンボールの『プカドン交響楽』の原画を担当した後、『101匹わんちゃん』、『おしゃれキャット』、『ベッドかざりとほうき』などの原画を務めた。『くまのプーさん』「プーさんと大あらし」、『ロビン・フッド』、『おしゃれキャット』では脚本も担当した。
同じくディズニー・スタジオで働いていた女性キャロル（Carol）と出会い、1949年に結婚。4人の子（娘2人と双子の息子）をもうけた。
スタジオ外でも、メアリー・ブレア、ジョン・ヘンチ、ビル・ジャスティスと同じくフリーランスとしてディズニー関連絵本の絵を描いたほか、1950年代末から1960年代にかけてはフロイド・ゴットフレッドソンやロイ・ウィリアムズとともにコミック・ストリップを連載した。
ディズニーではビル・ピートやアート・スティーヴンズとの付き合いが多く、とりわけ絵本作家となるためディズニーを離れたピートとは親交を深めた。このときピートに影響を受け、1960年代半ばにキャロルと共にオリジナルの絵本『フルダ』(Hulda) を執筆。ジュリアスの死後1974年に出版されている。2冊目『オラフ』(Olaf) も制作中であったが、未完のまま1971年にボート事故で死亡した。
娘のジュリー・スヴェンセン（Julie Svendsen）は成人後ウォルト・ディズニー・イマジニアリングに就職、ディズニーパークのアトラクションのデザインやイラストを担当している。

## 代表作

### テレビ
| アメリカ放送期間 日本放送期間 | アメリカ放送期間 日本放送期間 | 邦題 原題                   | 担当 | 備考                                         |
| ----------------------------- | ----------------------------- | --------------------------- | ---- | -------------------------------------------- |
| 1954年10月27日 1958年8月29日  | 1958年9月3日 1972年4月30日    | ディズニーランド Disneyland | 原画 | 日本未発売DVD「YOUR HOST WALT DISNEY」に収録 |

### 映画
| アメリカ公開年 日本公開年    | 邦題 原題                                                        | 担当      | 備考                                  |
| ---------------------------- | ---------------------------------------------------------------- | --------- | ------------------------------------- |
| 1953年5月28日                | メロディ Melody                                                  | 原画      | 日本未発売DVD「DISNEY PARTIES」に収録 |
| 1953年11月10日               | プカドン交響楽 Toot Whistle Plunk and Boom                       | 原画      | 日本未発売DVD「DISNEY PARTIES」に収録 |
| 1961年1月25日 1962年7月27日  | 101匹わんちゃん One Hundred and One Dalmatians                   | 原画      |                                       |
| 1964年8月29日 1965年12月18日 | メリー・ポピンズ Mary Poppins                                    | 原画      |                                       |
| 1967年3月23日                | スクルージ・マクダックとお金 Scrooge McDuck and Money            | 原画      |                                       |
| 1970年12月11日 1972年3月11日 | おしゃれキャット The Aristocats                                  | 脚本 原画 |                                       |
| 1971年12月13日 1973年3月10日 | ベッドかざりとほうき Bedknobs and Broomsticks                    | 原画      |                                       |
| 1973年11月8日 1975年7月19日  | ロビン・フッド Robin Hood                                        | 脚本      |                                       |
| 1977年3月11日 1977年7月2日   | くまのプーさん 完全保存版 The Many Adventures of Winnie the Pooh | 脚本      | 「プーさんと大あらし」担当            |

### コミック
- The Seven Dwarfs and the Witch-queen（全9話、1958年）
  - フロイド・ゴットフレッドソン作、ジュリアス・スヴェンソン絵
  - 出版国：アメリカ合衆国、イギリス
  - 翻訳版出版国：ベルギー、ブラジル、フィンランド、ギリシャ、イタリア、オランダ、ユーゴスラビア
  - Inducks ZT 018
- Sleeping Beauty（全22話、1958年）
  - フロイド・ゴットフレッドソン作、ジュリアス・スヴェンソン絵
  - 出版国：アメリカ合衆国、イギリス
  - 翻訳版出版国：ベルギー、フィンランド、フランス、イタリア、オランダ、ユーゴスラビア
  - Inducks ZT 020
- Mickey Mouse（1959年〜1965年）
  - ロイ・ウィリアムズ作、ジュリアス・スヴェンソン絵
  - Inducks Index

### 絵本
- Carol Svendsen; Julius Svendsen (1974). Hulda. Houghton Mifflin Harcourt. ISBN 978-0-395-19497-3
- Carol Svendsen; Julius Svendsen. Olaf （未完）